# The Witcher 3: Wild Hunt
The Witcher 3: Wild Hunt (em polonês: Wiedźmin 3: Dziki Gon) é um jogo eletrônico de RPG de ação em mundo aberto desenvolvido pela CD Projekt RED e lançado no dia 19 de maio de 2015 para as plataformas Microsoft Windows, PlayStation 4, Xbox One e em outubro de 2019 para o Nintendo Switch, sendo o terceiro título da série de jogos The Witcher. Ele sucede The Witcher (2007) e The Witcher 2: Assassins of Kings (2011), que foram baseados na série de livros de fantasia Wiedźmin, do escritor polonês Andrzej Sapkowski.
Ambientado em um gigantesco cenário medieval que dá liberdade total ao jogador, o game, que possui uma jogabilidade não linear e é jogado através de uma perspectiva em terceira pessoa, tem o lendário bruxo Geralt de Rívia como seu protagonista, o qual inicia uma longa jornada pelos Reinos do Norte. Enquanto a ordem planetária enfrenta uma grande mudança, com o misterioso e macabro exército de cavaleiros vermelhos conhecido como a "Caçada Selvagem" deixando somente sangue e ruína por onde passa, o jogador terá de enfrentar diversos perigos, usando espadas e magia num mundo em crise, à medida que interage com outros personagens e completa missões para o progresso da história, podendo viajar a pé, a barco, ou montado em Carpeado, o cavalo inseparável de Geralt.
The Witcher 3: Wild Hunt foi amplamente aclamado pela crítica, com alguns considerando-no como um dos melhores jogos de todos os tempos. Sua consagração veio na noite de 3 de dezembro de 2015, quando foi galardoado com o grande prêmio de Jogo do Ano na cerimônia de condecoração The Game Awards, considerada a mais importante e prestigiada do ramo dos videogames. The Witcher 3: Wild Hunt é um dos jogos mais premiados da história, com 257 prêmios de múltiplas publicações e eventos recebidos apenas na categoria de melhor jogo. Também foi um sucesso financeiro, tendo vendido cerca de 50 milhões de cópias ao redor do mundo, tornando-se um dos jogos mais vendidos de todos os tempos. Dois pacotes de expansão, intitulados Hearts of Stone e Blood and Wine, ainda foram lançados para o jogo, com ambos recebendo igualmente aclamação geral da crítica especializada.

## Jogabilidade

A jogabilidade de The Witcher 3 proporciona combates realistas tanto para humanos quanto para monstros.

Apesar de ser similar aos outros jogos da série The Witcher, Wild Hunt melhorou sua jogabilidade em diversos aspectos. O estilo de combate, que foi completamente renovado, decorre num sistema usual do gênero RPG de ação combinado com o uso de magias, e entre as novas mecânicas introduzidas no game, estão os "sentidos de bruxo", a técnica de combate a cavalo e em alto mar, a possibilidade de mergulhar, e a inclusão de uma besta como arma alternativa. Além disso, Geralt agora pode saltar, escalar e pular sobre objetos, algo que não era possível nos títulos antecessores. As mecânicas de escalada foram descritas por seus desenvolvedores como "não tão iguais" às de Assassin's Creed, mas mais "similar ao que temos em Uncharted". A criação de itens e poções permanece como nos jogos anteriores, apesar de com uma leve modificação em relação a The Witcher 2, e os cinco sinais de bruxo(igni,quen,yrden,axii,aard) retornam ligeiramente modificados, tendo cada um deles uma forma diferente de ser utilizada.
Cada escolha ou atitude que o jogador toma afeta o mundo do game; todas as missões possuem inúmeras opções para as completar, o que interfere muito no resultado de cada uma delas. A CD Projekt RED refere que são necessárias, no mínimo, 100 horas para terminar o jogo, sendo 50 horas com missões secundárias e a outra metade com a história principal, podendo chegar a mais de 200 horas se o jogador decidir "fazer tudo" no game.
The Witcher 3: Wild Hunt tem um sistema de dia-e-noite dinâmico, inteligência artificial ultra-realista e uma atmosfera extremamente viva. O ciclo dia-e-noite influencia alguns monstros e os seus poderes, similar à forma como um lobisomem ganha os seus poderes apenas quando está numa noite de lua cheia. A barba do personagem Geralt também irá crescer à medida que ele viaja pelo mundo. De acordo com os desenvolvedores, a barba cresce em "estados diferentes", no entanto, esta característica só se tornará disponível depois que o jogador baixar o pacote adicional gratuito de nome "Beard and Hairstyle" (Barbas e cortes de cabelo). Uma outra grande novidade acrescentada no jogo é o minigame de cartas colecionáveis Gwent(jogo de cartas da serie the Witcher), que substitui os jogos dos dados dos dois títulos anteriores.
Por fim, ainda que seja uma continuação, a CD Projekt RED informou que não é necessário ter jogado os jogos antecedentes da série para apreciar ao máximo the Witcher Wild Hunt, que também tem como personagem jogável a bruxa de poderes míticos Ciri.

## Cenário

O mundo de The Witcher 3 é consideravelmente maior que o de seus antecessores, fazendo com que os jogadores tenham de usar cavalos e outros meios como transporte.

The Witcher 3: Wild Hunt apresenta um enorme mundo por onde o jogador pode vagar livremente, dependendo de qual parte da história estiver sendo jogada, dispondo de inúmeros locais para serem visitados, como a grande Cidade Livre de Novigrad, os abomináveis pântanos de Velen, as deslumbrantes ilhas de Skellige, e os territórios do Império de Nilfgaard, que entre eles, se inclui o grandioso Castelo Real em Vizima. A escola de bruxos de Kaer Morhen, conhecida dos livros e do primeiro jogo, também pode ser explorada.
Cada local tem um grande número de povoados, todos com as suas próprias condições econômicas e sociais. Nilfgaardianos, por exemplo, parecem ser aristocráticos e condescendentes com os mais usuais nórdicos, como Geralt. O mundo do game é imensamente interativo e imersivo se comparado com os melhores jogos do gênero de mundo aberto, com vilarejos abandonados, cavernas e florestas assombradas, tesouros escondidos, torneios de luta, corridas de cavalo, rituais ancestrais, e esconderijos de monstros, bandidos e assassinos. O surpreendente nível de detalhes do jogo pode ser visto com a variedade de tipos de criaturas que habitam cada região, sendo que alguns só aparecem em determinada hora do dia.
O cenário é "35 vezes maior" que o dos jogos anteriores da série, fazendo com que os jogadores tenham que usar barcos e cavalos para algumas localizações. No entanto, foi incrementada a opção de fazer viagens rápidas para locais já explorados pelo jogador. Para efeito de comparação, The Witcher 3 foi descrito como "20% maior" que The Elder Scrolls V: Skyrim, um dos mais vastos jogos já produzidos na história.

## Enredo

### Premissa
The Witcher 3: Wild Hunt conclui a história do lendário bruxo Geralt de Rívia, o protagonista da série, que vem sendo contada nos jogos antecessores e nos livros da série cronologicamente anteriores a esses. Bruxos são humanos geneticamente modificados ensinados a lutar contra monstros desde jovens, possuindo diversas habilidades especiais, as quais divergem de bruxo para bruxo. Com grande conhecimento alquímico, estes caçadores de recompensas usam a magia em grande parte de seu cotidiano, sobrevivendo ao matar criaturas monstruosas e outras ameaças em troca de dinheiro. No entanto, apesar de serem cultos pela educação que receberam na juventude, sofrem grande preconceito da sociedade por submeterem-se a vários experimentos durante seu treinamento, sendo muitas vezes considerados como aberrações pelas pessoas.
Partindo exatamente do final de The Witcher 2, com os outrora poderosos que procuravam usar-lhe já não existindo mais, Geralt, apelidado de "lobo branco" por seus olhos animalescos e cabelos brancos, que são efeitos colaterais dos experimentos pelos quais passou, dá seguimento a sua aventureira vida, embarcando numa importante missão pessoal enquanto a ordem mundial enfrenta mudança. A nova missão do caçador de monstros é dada em tempos sombrios nos quais um misterioso exército conhecido como a "Caçada Selvagem" invade os Reinos do Norte, deixando apenas sangue e ruína por onde passa; parece que Geralt é a chave para os parar.

### Narrativa
A história do jogo é complexa e profunda, com as escolhas do jogador ramificando as aventuras em vários níveis, os quais incluem a trama principal, as inúmeras aventuras paralelas, que são liberadas a todo momento, e as questões cotidianas triviais. Salvar o filho do moleiro de um ataque de um Wyvern, por exemplo, pode afetar quem acabará por vestir uma coroa, enquanto frustrar uma conspiração para assassinar um senhor nobre pode significar a ruína de seus súditos oprimidos.
As missões, que são todas apresentadas de forma cinematográfica, podem ser tomadas em qualquer ordem, seja completando uma de cada vez ou prosseguindo simultaneamente com as outras. Independentemente do método, as ações do jogador trarão muitas consequências, as quais podem mudar a história e afetar o mundo do jogo. Essas consequências culminam em três epílogos jogáveis completamente diferentes definidos em um dos doze estados possíveis do mundo. Definido pelo resultado de eventos climáticos e o destino dos principais personagens, esses estados fornecem um total de 36 finais diferentes.

#### Principal
Seguindo diretamente os eventos de The Witcher 2: Assassins of Kings, a narrativa central começa com um sonho de Geralt passado em Kaer Morhen, uma escola de bruxos agora destruída, onde Yennefer de Vengerberg, uma feiticeira de seu interesse amoroso, notifica-lhe de que Cirilla, sua jovem filha adotiva em formação para se tornar uma caçadora de monstros, estava treinando sem a sua permissão. Ainda no sonho, Geralt encontra Cirilla, apelidada de Ciri, e a traz de volta para Vesemir, seu mestre. No entanto, a Caçada Selvagem, um exército fantasma cuja mitologia representa o "começo do fim do mundo", aparece repentinamente e sequestra Ciri. Quando acorda, Geralt se dá conta de que ainda estava na sua longa busca por Yennefer com o seu mentor Vesemir.
Enquanto tentando encontrar Yennefer na aldeia temeriana de Pomar Branco, Geralt entra em contato com um comandante Nilfgaardiano chamado Peter Saar Gwynleve, que lhe dá a tarefa de caçar um monstruoso Grifo em troca da localização de Yennefer. Subsequentemente, Yennefer encontra Geralt e Vesemir depois de um incidente numa taverna, dizendo ao bruxo que Emhyr var Emreis, o imperador de Nilfgaard, lhe convocou a Vizima, a capital de Teméria ocupada por Nilfgaard. Ao longo do caminho para Vizima, porém, Geralt e Yennefer são emboscados pela Caçada Selvagem, mas a feiticeira os teletransporta com sucesso para algum lugar distante dali. Já em Vizima, o imperador Emhyr dá a Geralt a missão de encontrar sua filha biológica, Ciri, que com a aparição da Caçada Selvagem, começou a gerar notícias de seu retorno. O grande objetivo do exército de cavaleiros vermelhos da Caçada Selvagem é então revelado: capturar Ciri e extrair seus grandiosos poderes de manipulação do espaço e do tempo, oriundos do sangue ancestral. Visando benefícios próprios, Geralt então aceita procurar pela filha de Emhyr, que revela o desejo de transformá-la na imperatriz de seu reinado.
Em Velen, Geralt encontra Hendrik, o espião Nilfgaardiano que ele deveria contatar, brutalmente torturado até a morte pela Caçada Selvagem. Anotações do espião levam Geralt a Philip Strenger, autoproclamado como o Barão Sanguinário e senhor do vilarejo de Poleiro do Corvo, o qual, por sua vez, dá ao bruxo a tarefa de encontrar sua esposa Anna e sua filha Tamara em troca de informações sobre Ciri. Depois de descobrir que o Barão havia espancado sua esposa, Geralt teve de lidar com a outra filha de Strenger, que tinha sido abortada pela mãe e tornado-se uma abominável criatura conhecida como "fetulho". Ao ser derrotada, o fetulho recebe o nome de Dea, guiando o bruxo à cabana de um pescador que viu a esposa do Barão ser sequestrada por um monstro e Tamara fugindo para a cidade de Oxenfurt. Logo depois, Geralt reencontra Keira Metz, uma velha conhecida feiticeira e ex-conselheira do antigo rei Foltest de Teméria, que havia supostamente sido referida por Hendrik em suas anotações. Assim, ela o leva para uma caverna de ruínas élficas com o intuito de encontrar pistas sobre Ciri, que, segundo Keira, estava sendo procurada por um misterioso mago mascarado. Após toparem com a Caçada Selvagem no local, ambos são obrigados a evacuar, e Keira aconselha Geralt a falar com as chamadas "Senhoras da Floresta", espíritos anciões que exercem domínio sobre a região. Subsequentemente, após esbarrar com a cuidadora dos órfãos do Pântano Retorcido, Geralt atende às Senhoras e conclui a tarefa de lidar com o espírito da "Colina Sussurrante" em troca do paradeiro de Ciri. Ele também descobre que a cuidadora dos órfãos é Anna, esposa do Barão, e que as Senhoras estão a mantendo como escrava. É possível ajudar o Barão a tentar libertar sua esposa das Senhoras, o que leva o caso a diferentes desfechos determinados pela forma de como Geralt lidou com o espírito da colina.
As informações obtidas por Geralt levam-no a Novigrad, capital do Reino da Redânia, onde descobre que a Igreja do Fogo Eterno, uma organização religiosa militante frequentada pelo rei Radovid, está realizando um massacre contra os magos da cidade. Assim, o bruxo se encontra com a feiticeira Triss Merigold, uma antiga amante sua que o instrui a visitar a oniromante Corinne Tilly, a qual pode encontrar rastros de Ciri com seus sonhos. Desta forma, Geralt conclui que encontrar Ciri depende da localização do bardo Dandelion, um velho amigo seu com quem Triss havia feito contato recentemente. Isto leva o bruxo a se infiltrar em uma complicada rede de alianças do submundo do crime de Novigrad, formada essencialmente por Sigismund Dijkstra, ex-chefe da rede de espionagem da Redânia, e Wily Cipriano, um sádico senhor do crime. Depois de uma complicada série de eventos, Geralt, com a ajuda de Zoltan Chivay, do dúplice Dudu e da trovadora Priscilla, finalmente encontra e resgata Dandelion, descobrindo que Ciri havia se teletransportado para o arquipélago de Skellige. Opcionalmente, em Novigrad, Geralt pode ajudar Triss com a fuga dos magos de Novigrad (levando a um romance com ela), ajudar Dandelion a abrir seu cabaré, lidar com um assassino em série que quase matou Priscilla, e ajudar a tramar o assassinato do rei Radovid com Dijkstra, Vernon Roche, Ves e Thaler.
A partir daí, ao descobrir o destino de Ciri em Novigrad, Geralt ruma às ilhas de Skellige, em que se reencontra com Yennefer no funeral do Rei Bran. No velório, Geralt e Yennefer roubam a máscara de Uroboros do druida Arminho, a usando na Floresta Dizimada para obter visões do passado, como quando Ciri havia chegado nas ilhas com um misterioso mago e, em seguida, fugido. Isto os leva ao vilarejo de Lofoten, onde Yennefer procura por Skjall, um homem da aldeia que ajudou Ciri a escapar da Caçada Selvagem. Eles então encontram o corpo de Skjall, que tinha sido expulso de Lofoten por sua covardia, no jardim de Freya, usando necromancia para obter informações do rapaz sobre Ciri. Opcionalmente, em Skellige, Geralt pode encontrar Hjalmar, filho de Crach an Craite, o qual havia ido matar um gigante de gelo em Undvik, e sua filha Cerys, que foi tentar acabar com a maldição sobre o burgomestre Udalryk em Spikeroog. Encontrar ambos leva a uma chacina ocorrida durante uma cerimônia para escolher o próximo rei, sendo que as ações de Geralt no massacre fazem Hjalmar ou Cerys tornarem-se regentes de Skellige (se a procura por eles não tiver sido feita, Svanrige, o filho do rei Bran, torna-se governante) e parte da conspiração que provocou a chacina é exposta. Geralt também pode ajudar Yennefer a desfazer seu desejo de um djinn (que baseia-se no conto homônimo do livro O Último Desejo), onde é possível escolher ficar com Yennefer ou não.
Desta forma, Geralt junta todas as pistas e sai em busca de Uma, uma pequena criatura deformada amaldiçoada que pode ser a chave para encontrar Ciri. Após pegá-lo do Barão Sanguinário (ou de seus homens), que ganhou a criatura de um comerciante de Skellige, Geralt o leva, logo depois de ver Emyhr em Vizima, para a fortaleza de Kaer Morhen. Lá, Yennefer e outros bruxos ajudam a tirar a maldição sobre Uma com o auxílio dos Elixires das Gramas, que transformam-no em Avallac'h, um elfo da raça Aen Elle (a mesma de Eredin, o rei da Caçada Selvagem, e de todos os outros cavaleiros vermelhos). Avallac'h revela que ele escondeu Ciri na Ilha da Neblina, nos confins de Skellige, e Geralt sugere que, após trazê-la para Kaer Morhen, todos juntem suas forças para uma grande futura batalha contra a Caçada Selvagem, obviamente vindo atrás dela. Depois de recrutar aliados para essa luta, Geralt então se dirige para a ilha, onde encontra Ciri, que estava sendo cuidada por alguns anões, em grave estado. Enquanto o bruxo lamentava sua "morte", o elfo guia de Ciri Avallac'h a desperta quando nos braços de Geralt, explicando-no que Eredin tem medo de seu mundo ceder para a Geada Branca, um dos presságios profetizados por Ithlinne onde mudanças climáticas levariam ao fim da civilização, e que ele deseja usar seus poderes do sangue ancestral para evacuar o seu povo e conquistar outros reinos. Então, ela teletransporta Geralt para Kaer Morhen enquanto a Caçada começa a os perseguir, chegando na grande fortaleza em seguida. Vesemir, na tentativa de proteger Ciri, é morto por Imlerith, um general da Caçada, e atormentada, ela libera incontrolavelmente todos os seus poderes, fazendo Eredin e seu exército recuarem, com Avallac'h lançando um feitiço para acalmá-la. Geralt, Yennefer, Triss, Ciri, e outros aliados, em seguida, realizam um funeral para Vesemir.
Fervendo por vingança, Ciri então pede que Geralt a acompanhe até a Montanha Careca para matar o assassino de Vesemir, Imlerith. Logo, enquanto Ciri enfrenta as Senhoras da Floresta, o bruxo desafia Imlerith, que é derrotado após um grande combate, mas uma das Senhoras escapa com o medalhão do lobo de Vesemir. Posteriormente, Geralt e Ciri voltam a Novigrad para ajudar Triss e Yennefer a restaurar a Estada das Feiticeiras, que os auxiliariam a combater a Caçada Selvagem. Desta forma, o bruxo resgata as feiticeiras Philippa Eilhart e Margarita de Dijkstra e da prisão de Oxenfurt, respectivamente.
Mais tarde, Geralt viaja entre mundos com Avallac'h para encontrar o elfo Ge'els, também do mundo dos Aen Elle e um dos tenentes dos cavaleiros da Caçada, fazendo-o se voltar contra Eredin. Eles também ficam sabendo de um artefato chamado Pedra Solar, localizado em Skellige, que pode atrair o líder dos cavaleiros vermelhos. Opcionalmente, Geralt pode seguir com o plano do assassinato do rei Radovid, com Philippa dando-lhe o golpe de sua morte; Depois disso, o bruxo pode escolher ficar do lado de Vernon Roche ou Dijkstra, o que resultará na morte de um dos dois. Subsequentemente, em Skellige, Geralt liberta a feiticeira Fringilla Vigo, e, juntamente de Philippa, encontra a Pedra Solar, indo, logo após, com Yennefer e Ciri ao laboratório de Avallac'h. Ali, revelações sobre o sangue ancestral que perturba Ciri vêm a tona, e, opcionalmente, Geralt pode ajudá-la a dar um enterro digno para Skjall, que, também opcionalmente, pode ter tido um relacionamento amoroso com Ciri.
Em Undvik, Avallac'h consegue atrair a Caçada usando a Pedra Solar, fazendo Geralt e seus aliados, junto com o exército de Nilfgaard, combaterem-nos numa derradeira batalha. Em seguida, porém, os cavaleiros vermelhos lançam um feitiço que os congela, levando Ciri a tentar libertá-los ao atacar Caranthir, braço-direito de Eredin e antigo estudante de Avallac'h. Depois que a guerreira quebra o feitiço, ela é ferida e teletransportada para longe, sendo, no caminho para o navio almirante da Caçada, acolhida pela marinha de Crach an Craite. Enquanto Geralt acaba com Caranthir, Eredin, no entanto, consegue atacar a marinha e assassinar Crach, levando o bruxo a enfrentá-lo em uma grande e brutal batalha, da qual sai vitorioso. Em seu último suspiro, Eredin revela que Avallac'h tem Ciri em suas mãos e que ele mentiu para todos, terminando com Yennefer salvando o bruxo dos cães restantes da Caçada. Deste modo, eles então partem para encontrar Avallac'h numa grande torre situada nas proximidades, onde, através de um portal, o elfo inicia uma conjunção de dimensões que leva inúmeros seres e eventos climáticos a se dissiparem pela área. Já dentro da torre, Geralt confronta Avallac'h, mas o mesmo não aceita o combate e diz estar na verdade apenas ajudando Ciri. A guerreira então aparece e pede para Geralt acreditar no mago, dizendo que apenas seu sangue ancestral pode parar a mortífera Geada Branca antes que consuma todas as vidas de todos os mundos. Após uma discussão acalorada ou demonstração de apoio a Ciri, dependendo das escolhas do jogador, a guerreira atravessa o portal e enfrenta a Geada Branca, conseguindo terminar com a ameaça ao destruir sua fonte.
O epílogo do jogo varia de acordo com as escolhas que o jogador fez durante a narrativa. No que diz respeito especificamente a Ciri, há três resultados possíveis: se Geralt apresentou-a ao imperador Emhyr, ajudou no assassinato do rei Radovid e, posteriormente, se manteve do lado de Roche, a guerreira ancestral aceitará o trono de imperatriz de Nilfgaard, justificando que poderia fazer mais bem para o mundo como uma soberana do que como uma simples caçadora de monstros; se não apresentá-la ao imperador, Geralt simula a morte de Ciri, a qual torna-se uma caçadora de monstros errante como o bruxo; se Ciri morreu para a Geada, Geralt em seguida persegue a última das Senhoras para recuperar o medalhão de Vesemir, sua única lembrança da guerreira. Esse final termina com uma horda de monstros infestando a casa na qual o bruxo encontrou o amuleto, o que indicou sua morte.

#### Expansões
As expansões inserem amplas novas histórias ao jogo, as quais se passam depois do término da trama principal ou durante a mesma, caso o jogador ainda não a tenha completado. As aventuras adicionais acontecem no mesmo universo da narrativa central, possuindo inúmeros novos personagens e missões secundárias próprias, além de mais contratos para o bruxo, regiões, tesouros escondidos, esconderijos, e várias outros elementos. Juntas, as expansões acrescentam mais de 40 horas ao enredo, com as escolhas dos jogadores ainda importando muito para o desfecho de todas as missões.
Hearts of Stone: Ao checar o quadro de avisos da estalagem Sete Gatos, Geralt aceita mais um simples e rotineiro contrato de bruxo. Porém, este contrato mostra-se não ser tão singelo quanto parece, já que foi feito por Olgierd von Everec, um misterioso homem que possui o poder da imortalidade. Everec pede para Geralt derrotar um sapo gigante que está perturbando os esgotos de Oxenfurt e matando jovens donzelas inocentes em busca de um príncipe encantado, seguindo a velha história do sapo que vira príncipe. As coisas se complicam quando ele reencontra Gaunter O'Dimm, conhecido como o "Senhor Espelho", o qual havia conhecido e ajudado o bruxo no início da história principal durante sua busca por Yennefer, e realiza um pacto com o mesmo. Então, Geralt é obrigado a cumprir três complicados desejos de Olgierd von Everec, cujo passado esconde sombrios segredos. Em meio à confusão, o bruxo reencontra também Shani, uma médica e antiga amiga, que tenta ajudar Geralt em sua jornada.
Blood and Wine: Durante um de seus trajetos, Geralt encontra uma carta escrita por cavaleiros do ducado de Toussaint, uma terra pacífica e aconchegante não afetada pela guerra do norte. Esta carta mostrou ser uma clama pelos serviços do bruxo da duquesa Anna Henrietta, já que uma terrível fera apareceu em seu território e, segundo ela, somente Geralt poderia destruí-la. Assim, ao encontrar-se com os tais cavaleiros, o bruxo aceita o contrato e ruma ao ducado. No entanto, a atmosfera despreocupada e os rituais cavalheirescos de Toussaint por sua vez escondem um antigo e sangrento segredo.

## Desenvolvimento
The Witcher 3: Wild Hunt demorou três anos e meio para ser produzido, tendo um custo de produção e marketing ultrapassando os $81 milhões, sendo que, junto com a equipe da CD Projekt RED, estiveram envolvidos na criação do jogo mais de 1500 pessoas por todo o mundo. O game foi anunciado oficialmente em 4 de fevereiro de 2013 pela Game Informer, com um lançamento inicialmente previsto para 2014 no PC e em "todos os consoles de última geração", frase que mostrou-se posteriormente significar um lançamento para o Xbox One e o PlayStation 4. De acordo com informações oficiais da Microsoft, o jogo originalmente não estaria disponível para o Xbox One na Polônia, o país onde o processo de desenvolvimento ocorreu. No entanto, isso mudou depois das restrições regionais terem sido totalmente removidas deste console.
Em 11 de março de 2014, a data de lançamento do jogo foi adiada para fevereiro de 2015. Naquele momento, de acordo com um comunicado oficial divulgado pela equipe de desenvolvimento, eles já haviam criado com sucesso "uma história que flui naturalmente, cinematograficamente, possui efeitos sonoros e visuais incríveis, e que preserva ao mesmo tempo a plena liberdade de escolha", sugerindo que a parte central do jogo e sua história principal estavam praticamente prontas. No entanto, a declaração, em seguida, citou que o principal motivo do adiamento foi a necessidade de ajustes finos manuais de muitos detalhes e testes do produto final para lançá-lo com o padrão de qualidade desejado. No dia 8 de dezembro do mesmo ano, os desenvolvedores anunciaram um novo adiamento, desta vez para 19 de maio de 2015, indicando novos ajustes no game para deixá-lo com uma qualidade impecável.
No dia 7 de abril de 2015, a CD Projekt RED anunciou que, além de contar com 16 pacotes de conteúdo gratuitos, lançaria dois pacotes de expansão para o jogo: Hearts of Stone e Blood and Wine, e em 16 de abril, a empresa disse que a produção do jogo tinha entrado em sua fase Gold, o que indica que já estava preparada para fazer as cópias e lançá-lo.

### Motor gráfico
The Witcher 3: Wild Hunt possui o motor gráfico REDengine 3, o qual foi desenvolvido pela CD Projekt RED e projetado especificamente para jogos não-lineares de RPG estabelecidos em vastos ambientes de mundo aberto. É programado para ajudar na eliminação de vários dos Trade-offs de desenvolvimento do game enfrentados por seus desenvolvedores anteriores, permitindo que The Witcher 3 gere "um mundo aberto com uma história multi-thread complexa". A empresa polonesa também integrou a tecnologia Umbra 3 Visibility Solution em seu motor para lidar com o occlusion culling (Oclusão de detecção de abates ou colisão). Engenheiros da Umbra e da CD Projekt RED demonstraram o uso da técnica na Game Developers Conference de 2014. Graças a todas essas tecnologias presentes no motor que reproduz o game, os jogadores são brindados com uma história complexa de múltiplas escolhas que ostentam as mais diversas consequências, sem sacrificar a concepção do mundo virtual.

## Lançamento
The Witcher 3: Wild Hunt foi lançado oficialmente no dia 19 de maio de 2015 para Microsoft Windows, PlayStation 4 e Xbox One, e assim que liberado, no mesmo dia, o jogo recebeu uma atualização para todas as plataformas, que melhorou ligeiramente seus frames, corrigiu pequenos erros, deixou a experiência mais polida, com menos pop-ins de geometria nas Cutscenes, menos sombras piscando e diversos outros ajustes. Atualmente, o game encontra-se em sua versão de numeração 1.31, liberada no dia 12 de setembro de 2016, a qual segue os padrões da atualização 1.30, que corrigiu diversos problemas de jogabilidade. A atualização de numeração 1.20, liberada no dia 30 de maio de 2016, fez várias mudanças na interface e adicionou novas funcionalidades que, entre elas, incluiu-se um sistema para ajudar na coleção de cartas Gwent do jogador. A atualização anterior, de numeração 1.12.1, seguia os padrões da grande atualização 1.10, de 15 Gigabytes, que corrigiu inúmeros problemas de performance, retocou missões, e adicionou novas falas aos personagens.
Pacotes gratuitos que adicionam conteúdos ao jogo foram lançados por 12 semanas, com o primeiro dos 16 deles disponibilizado no dia do lançamento oficial do game, o qual adicionava um conjunto de armadura e novos penteados e estilos de barba para o bruxo Geralt. Cada pacote pode ser baixado em qualquer plataforma que o game estiver instalado. Entre eles, também estão disponíveis várias missões de história que incrementam o tempo de jogo. Além destes pacotes, expansões pagas para a história também estão presentes. A primeira delas, intitulada Hearts of Stone (Corações de Pedra), foi lançada em 13 de outubro de 2015, acrescentando mais de 10 horas de aventura ao game e levando o jogador aos confins de Velen, a Terra de Ninguém, e aos cantos e becos de Oxenfurt, onde Geralt tentará completar um contrato do misterioso Olgierd von Everec. A segunda expansão, intitulada Blood and Wine (Sangue e Vinho), que foi lançada em 31 de maio de 2016, oferece mais de 30 horas de história e introduz uma nova e gigantesca região de nome Toussaint.

## Dublagem
The Witcher 3: Wild Hunt foi dublado em sete línguas: Polonês (idioma original), Inglês, Alemão, Francês, Russo, Japonês e Português do Brasil, tendo sido legendado em 15 idiomas no total. As expressões faciais tem sincronia labial com todas as línguas devido a tecnologia de sistema dinâmico com base em vogais e consoantes implementada pela desenvolvedora. A dublagem brasileira, foi feita simultaneamente em quatro estúdios levando 8 meses para ser concluída, para as vozes de mais de 800 personagens.
| Personagem                                  | Dublador no polonês  | Dublador no inglês  | Dublador brasileiro |
| ------------------------------------------- | -------------------- | ------------------- | ------------------- |
| Geralt de Rívia                             | Jacek Rozenek        | Doug Cockle         | Sérgio Moreno       |
| Yennefer de Vengerberg                      | Beata Jewiarz        | Denise Gough        | Simone Benfica      |
| Cirilla "Ciri" Fiona Elen Riannon           | Anna Cieślak         | Jo Wyatt            | Gabi Costa          |
| Triss Merigold de Maribor                   | Agnieszka Kunikowska | Jaimi Barbakoff     | Sarito Rodrigues    |
| Keira Metz de Carreras                      | Zofia Zborowska      | Katie McGuinness    | Andrea Suhett       |
| Philip "Barão Sanguinário" Strenger         | Tomasz Dedek         | James Clyde         | Roney Villela       |
| Lambert                                     | Lesław Żurek         | Christian Contreras | Júlio Monjardim     |
| Sigismund Dijkstra de Tretogor              | Andrzej Blumenfeld   | Richard Hawley      | Ricardo Vooght      |
| Julian "Dandelion" Alfred Pankratz          | Jacek Kopczyński     | John Schwab         | Thiago Fagundes     |
| Zoltan Chivay                               | Paweł Szczesny       | Alexander Morton    | Helder Teixeira     |
| Cerys an Craite                             | Julia Kołakowska     | Sarah Greene        | Georgea Rodrigues   |
| Hjalmar an Craite                           | Grzegorz Kwiecień    | Allen Leech         | Eduardo Bastos      |
| Crevan "Avallac'h" Espane aep Caomhan Macha | Szymon Kuśmider      | Michael Maloney     | Reinaldo Simões     |
| Eskel                                       | Piotr Warszawski     | Tom Clarke-Hill     | Luiz Carlos Gomes   |
| Crach an Craite                             | Stefan Knothe        | Gary Lilburn        | Sergio Navarro      |
| Arminho                                     | Marek Frąckowiak     | Patrick Drury       | Carlos Gesteira     |
| Vesemir                                     | Miłogost Reczek      | William Roberts     | Miguel Rosenberg    |
| Priscilla                                   | Anna Terpiłowska     | Emma Hiddleston     | Cacau Melo          |
| Emhyr var Emreis                            | Piotr Grabowski      | Charles Dance       | Isaac Bardavid      |

## Recepção

### Pré-lançamento
Ainda antes de seu lançamento, The Witcher 3 ganhou, depois de apresentado ao público, múltiplos prêmios na E3, a maior feira de jogos eletrônicos do mundo. Lá, nas premiações conduzidas pela IGN, o título foi escolhido como o "melhor RPG" do segmento Best of E3 Awards, durante as edições de 2013 e 2014, e venceu, também nestes dois anos, o IGN's E3 People's Choice Award. Dentre as realizadas pelo website GameSpot, venceu a GameSpot's E3 People's Choice Award, na edição de 2014. Além disso, o game conquistou o prêmio de "jogo mais aguardado" em duas edições consecutivas do Golden Joystick Award e na The Game Awards de 2014, realizada em Las Vegas.

### Pós-lançamento
The Witcher 3: Wild Hunt foi aclamado pela crítica, vencendo, no dia 30 de outubro de 2015, o prêmio de melhor jogo do ano pela Golden Joystick Awards, e no dia 3 de dezembro, pela The Game Awards, a premiação mais importante no segmento. Nos conceituados sites de reviews GameRankings e Metacritic, que fazem uma média das avaliações dos principais veículos, a versão para Microsoft Windows chegou a 92.83% de aprovação baseando-se em 17 resenhas e uma nota 94/100 baseada em 28 resenhas, respectivamente. Já a versão de PlayStation 4 recebeu 92.23% de aprovação baseando-se em 51 resenhas e uma nota 92/100 baseada em 79 resenhas, respectivamente. No Xbox One, o game recebeu 90.56% de aprovação baseando-se em 9 resenhas e nota 91/100 baseada em 12 resenhas, respectivamente.
Kevin VanOrd, da prestigiada GameSpot, concedeu uma sublime nota 10 de 10 ao game, tornando-se o nono a receber a pontuação máxima do veículo, descrevendo a exploração, design de inimigos, e a progressão do personagem como "excelentes". Ele também aplaudiu a riqueza de conteúdo, a extensa possibilidade de personalização de armaduras, armas e poções, e a significatividade das intrigantes escolhas que o jogador toma na narrativa, elogiando ainda seu mundo aberto bem trabalhado, no qual ele afirmou "encontrar um senso perfeito de equilíbrio ao dar-lhe inúmeras coisas para fazer sem que precisassem ser realizadas imediatamente". Kevin observou o sistema de combate como mais fácil e mais gratificante do que o de The Witcher 2, resumindo o jogo como um dos "melhores RPGs já criados". Erik Kain, da Forbes, também louvou o game, considerando-o "um dos mais grandiosos jogos de mundo aberto de todos os tempos".
Daniel Bloodworth, do site GameTrailers, deu ao game a quase perfeita nota 9,8. Enquanto mostrou pensamentos semelhantes sobre o design dos inimigos, ele elogiou a extensa, madura e profunda história do jogo, declarando que ela havia "se entrelaçado com os livros de Andrzej Sapkowski". O esquema de combate satisfatório, os cenários deslumbrantes, as missões significativas e consequentes, junto com o sentimento de descoberta passado para o jogador e a grande personalidade dos personagens também foram fortemente elogiados. Além disso, ele aplaudiu a espessura de detalhes existentes, como os gestos, tom de voz, e expressão facial dos personagens, resumindo o jogo como "uma aventura pensativa, diversa, e fortemente inspiradora".
Vince Ingenito, da IGN, atribuiu ao game uma nota 9,3 de 10, elogiando seu ambiente autêntico, ciclo dia-e-noite, atuações decentes, diálogos bem trabalhados, personagens interessantes, complexa progressão do personagem principal, equipamentos diversificados e árvore de habilidades versátil. No entanto, ele criticou o excesso de fetch quests presentes no jogo, que são missões nas quais o jogador deve obter um ou mais objetos para completá-las, além da exagerada longevidade da história. Por fim, porém, ele resumiu que "The Witcher 3 termina a história do bruxo Geralt com majestade".
Escrevendo para a Game Informer, Kimberley Wallace considerou o jogo como o mais ambicioso e acessível da série, elogiando sua imersividade, narrativa intrigante, variedade nas paisagens e ambientes, interface melhorada, missões secundárias cativantes, relevantes e com situações inesperadas, e o sistema de combate ágil e desafiador, o qual exige que os jogadores utilizem estratégias para vencerem. Entretanto, ela criticou alguns pequenos problemas, como carregamentos demorados e decepcionantes opções de viagem rápida, dando ao game, porém, uma nota geral 9,7 de 10.

### Vendas
The Witcher 3: Wild Hunt vendeu mais de 1,5 milhões de cópias em sua pré-venda e atingiu, apenas duas semanas após seu lançamento, a marca de 4 milhões de cópias vendidas, com mais de 690 mil pessoas tendo ativado, até 11 de junho de 2015, cópias do jogo através do GOG Galaxy, plataforma de distribuição da CD Projekt para Microsoft Windows. O número ultrapassou os acionamentos do game no Steam, maior programa do ramo. Em agosto de 2015, Adam Badowski, chefe da CD Projekt RED, disse que The Witcher 3: Wild Hunt havia chegado às 6 milhões de cópias vendidas, fazendo o estúdio lucrar um total de 236 milhões de zlótis (62,5 milhões de dólares) somente no primeiro semestre de 2015. Em um relatório publicado no dia 10 de março de 2016, a CD Projekt informou que The Witcher 3 já havia vendido cerca de 10 milhões de cópias desde seu lançamento. Até março de 2023, já havia vendido mais de 50 milhões de cópias.

### Prêmios

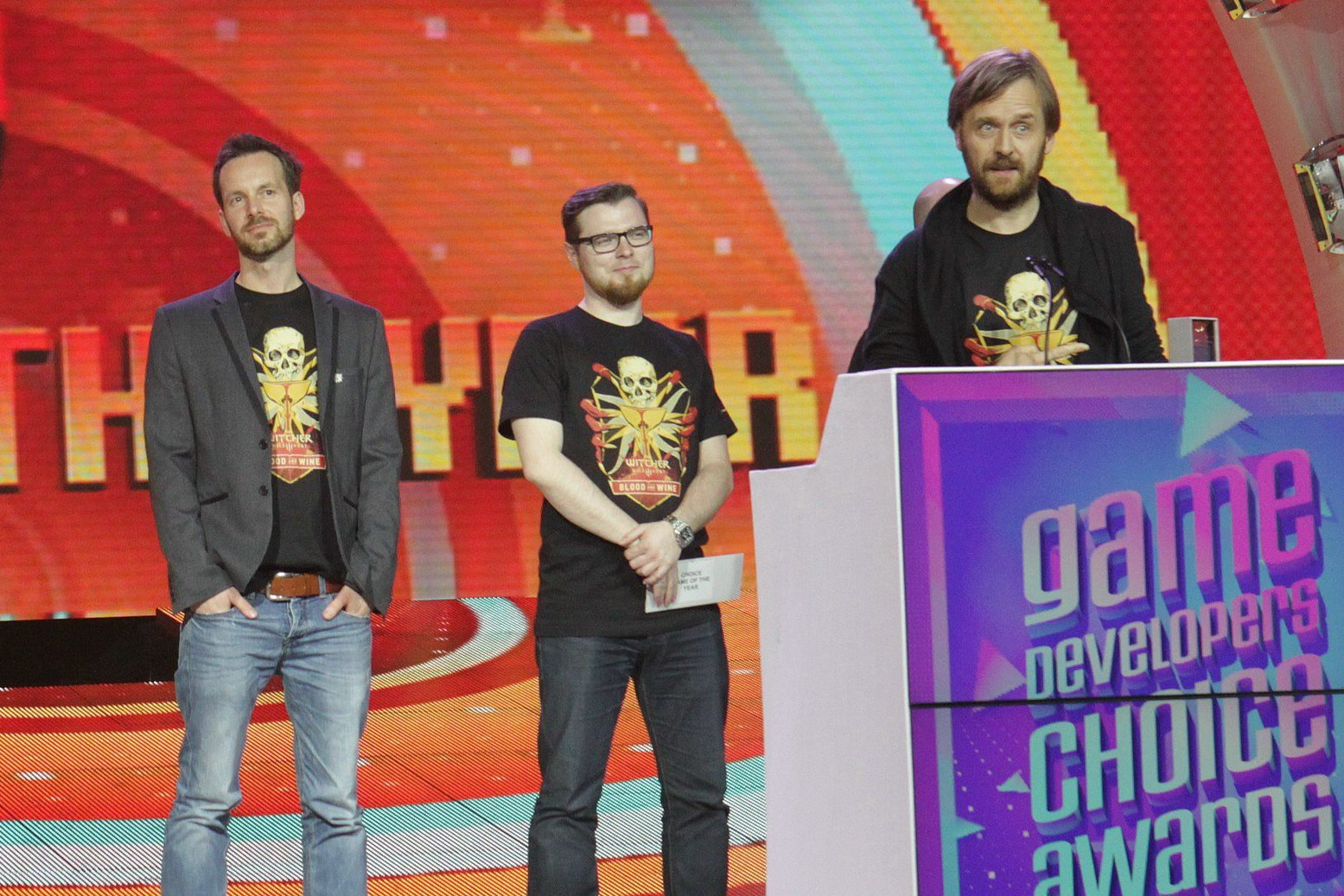
Desenvolvedores recebendo o prêmio Jogo do Ano na Game Developers Choice Awards de 2016

Com mais de 200 prêmios ganhos depois de apresentado em eventos como a E3 e a Gamescom ainda antes de seu lançamento, The Witcher 3 quebrou surpreendentes recordes de premiações. Além de todos os elogios recebidos do público, o game se tornou o mais premiado na história da indústria de jogos eletrônicos, conquistando gratificações de organizações como a Golden Joystick Awards, a The Game Awards, a D.I.C.E. Awards, a Game Developers Choice Awards, e a SXSW Gaming Awards, assim como o reconhecimento de publicações como IGN, GameSpot, Game Informer e inúmeros outros sites especializados. Atualmente, o game acumula mais de 800 prêmios recebidos, sendo mais de 250 deles o de Jogo do Ano, o feito máximo para um jogo eletrônico.